# Mindscape (film)
Mindscape è un film del 2013 diretto da Jorge Dorado, interpretato da Mark Strong e Taissa Farmiga. Il film è una produzione spagnola girata in lingua inglese.

## Trama
(Anna)
Un parapsicologo, impiegato della società Mindscape e specializzato nella ricerca di elementi di prova nei ricordi, si occupa di un caso di un'adolescente anoressica, che si rivelerà più complicato di quanto sembri.

## Produzione
Il film è una co-produzione tra le compagnie spagnole Antena 3 e StudioCanal. Le riprese sono iniziate nel 2012 a Barcellona, in Spagna, per poi continuare in Francia.

## Promozione
Il 21 agosto 2013 la Warner Bros. ha diffuso online la prima locandina del film, cui ha fatto seguito il trailer spagnolo.

## Distribuzione
Il film è stato distribuito in Spagna dalla Warner Bros. il 31 ottobre 2013.